# Henrieville

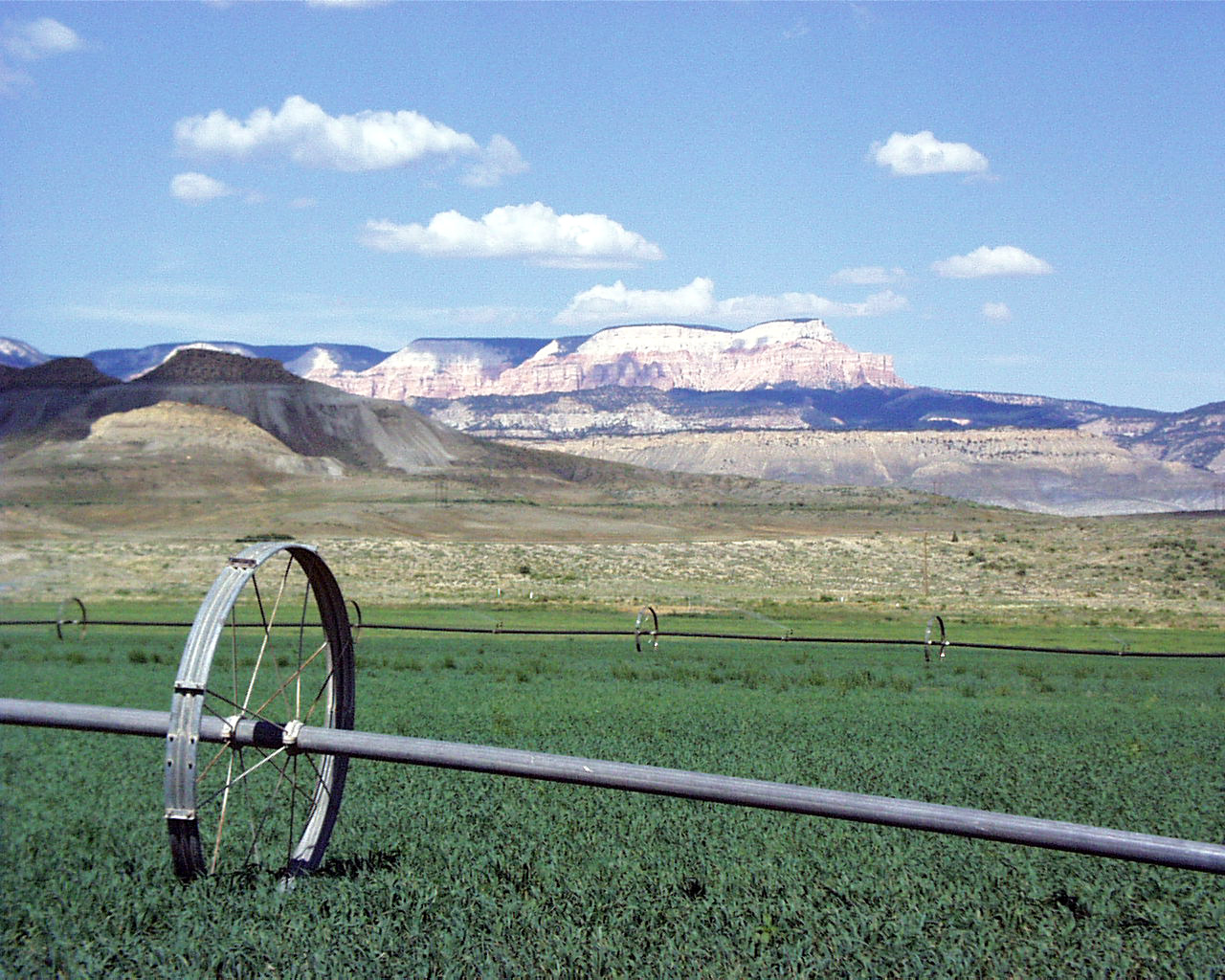
El riego mantiene verde las explanadas que llegan hasta las montañas, en la agricultura de la comunidad de Henrieville.

Henrieville es una localidad del condado de Garfield, estado de Utah, Estados Unidos. Se encuentra junto a la carretera Utah Scenic Byway 12. Según el censo de 2000 la localidad tenía una población de 159 habitantes.

## Geografía
Henrieville se encuentra en las coordenadas 37°33′48″N 111°59′43″O / 37.56333, -111.99528.
Según la oficina del censo de Estados Unidos, la localidad tiene una superficie total de 0,4 km². No tiene superficie cubierta de agua.
- Datos: Q483021
- Multimedia: Henrieville, Utah / Q483021